# اشعاب سعيد (ذي السفال)

تعديل مصدري - تعديل

اشعاب سعيد محلة تابعة لقرية العرض، التابعة لعزلة الاشراف بمديرية ذي السفال إحدى مديريات محافظة إب في الجمهورية اليمنية، بلغ تعداد سكانها 45 حسب تعداد اليمن لعام 2004.